# Estación La Salada
La Salada es una estación ferroviaria ubicada en la localidad de Villa Lamadrid, partido de Lomas de Zamora, Gran Buenos Aires, Argentina. Dejó de operar trenes de pasajeros en agosto de 2017 entre esta estación y la Estación Puente Alsina debido a un descarrilamiento.

## Ubicación
La estación se encuentra hacia el norte de la localidad de Villa Lamadrid, en cercanías del Riachuelo y en el límite con el partido de La Matanza, cercana a la conocida Feria de La Salada. 

## Servicios
La estación corresponde al Ferrocarril General Belgrano de la red ferroviaria argentina, dentro de la trama urbana, en el ramal que conecta las terminales Puente Alsina y Aldo Bonzi. Desde el año 2015 es operada por Trenes Argentinos.
Debido al abandono que sufrió este corredor en la última década, sólo pasaban 5 trenes diésel de lunes a sábado y 6 trenes diésel los domingos, en cada sentido. El servicio de pasajeros fue cancelado hasta nuevo aviso el 4 de agosto de 2017 debido a un anegamiento de vías que provocó el descarrilamiento de una formación a la altura de la estación Puente Alsina. No existe fecha de clausura definitiva, sino que se marca la fecha en que el tren dejó de circular. 

### Obras y restablecimiento del servicio
Actualmente la empresa Trenes Argentinos decidió la re-apertura de dicha estación para que se brinde un servicio desde La Salada hasta Libertad para favorecer a la famosa feria, donde se estipula una gran cantidad de pasajeros los fines de semana.
La estación se encuentra en óptimas condiciones aunque con faltantes de iluminación, cerámicas y pisos por vandalismo. La misma se encuentra tapiada para preservar las instalaciones existentes para luego proceder a la elevación de andenes ya que la empresa Trenes Argentinos Operaciones (Martín Marinucci) conjuntamente con el Ministerio de Transporte de la Nación (Mario Meoni) mencionó su re-apertura por medio de un comunicado interno con el sindicato de la  Unión Ferroviaria (Sergio Adrián Sasia) y el sindicato de La Fraternidad (Omar Arístides Maturano) para brindar el nuevo servicio desde la estación Libertad hasta La Salada. Todavía no se ha firmado el acuerdo con las autoridades mencionadas debido a un problema gremial y sindical por el ajuste de sueldos al personal por brindar un nuevo servicio con más kilómetros de vías. Se estima para junio de 2021 re-establecer el servicio hasta esta estación.

## Historia
Fue inaugurada en 1909 como una parada rural del Ferrocarril Midland. Tradicionalmente el movimiento de pasajeros era muy reducido, ya que la estación estaba en medio de un descampado, y recién a unos 600 metros se podía ver actividad en el barrio José Hernández.
A mediados del siglo XX la estación adquirió mayor importancia a partir de la construcción de un balneario en la zona de lagos de agua salada ubicada frente a la parada. Se construyeron boleterías y refugios para mejorar la experiencia de los visitantes.
Sin embargo, con el cierre del balneario a fines de los años 1970 la estación entró en un lento proceso de abandono.
Hacia mediados de la década del 2000 se hallaba en un pésimo estado general. Los andenes se encontraban destruidos, sin iluminación ni higiene de ningún tipo; y la segunda vía estaba robada en un tramo. La estación carecía de boleterías, oficinas y cualquier clase de instalación ferroviaria activa. No había personal de la empresa ni de seguridad. Constaba de 2 andenes enfrentados, aunque sólo una de las vías de la estación se encontraba en servicio.

### Feria y nueva estación
El surgimiento de la Feria de la Salada hizo crecer notablemente el tráfico de la estación, que se encontraba del otro lado del Riachuelo. Los pasajeros, entonces, debían bajarse en una estación derruida y cruzar peligrosamente el río por las propias vías del puente ferroviario.
Esta situación llevó a que la Unidad de Gestión Operativa Ferroviaria de Emergencia, por entonces a cargo del ramal, decidiera construir una nueva estación La Salada del otro lado del río, cercana a la feria, y desactivar la existente. 
Hacia fines del mes de octubre de 2011 fueron demolidos los restos del viejo edificio de la estación. La nueva estación se inauguró el 27 de enero de 2014 en la localidad de Villa Lamadrid, Partido de Lomas de Zamora.
La nueva construcción cuenta con boletería, dependencias de servicio para el personal (baño y estar), andén de 70 metros, bancos y cestos de basura, refugio de espera para pasajeros, baños públicos para damas, caballeros y discapacitados, destacamento policial, señalética e iluminación.
Se espera que esta nueva construcción, con la vuelta del servicio para mediados de 2021, sirva para reactivar la actividad económica de la zona.
Al año 2025, continuaba desactivada.

## Galería

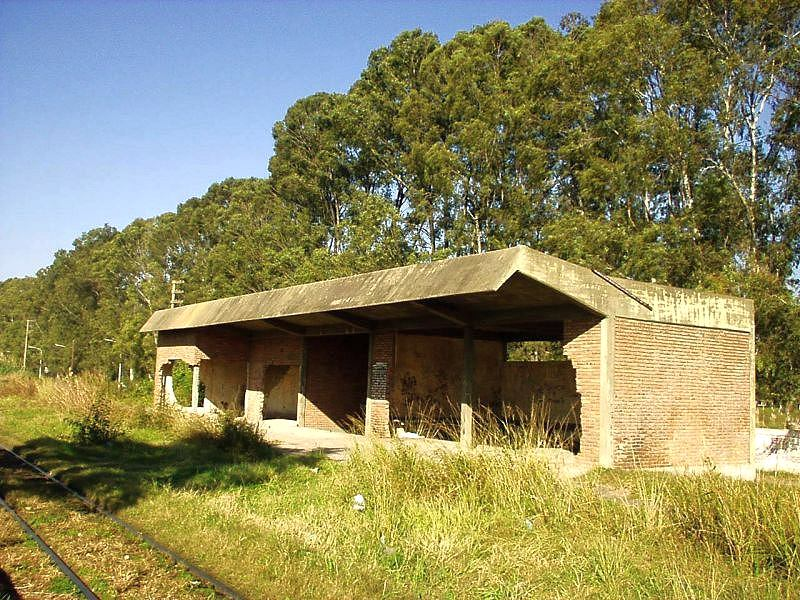
Tinglado de la vieja estación demolido en 2011.
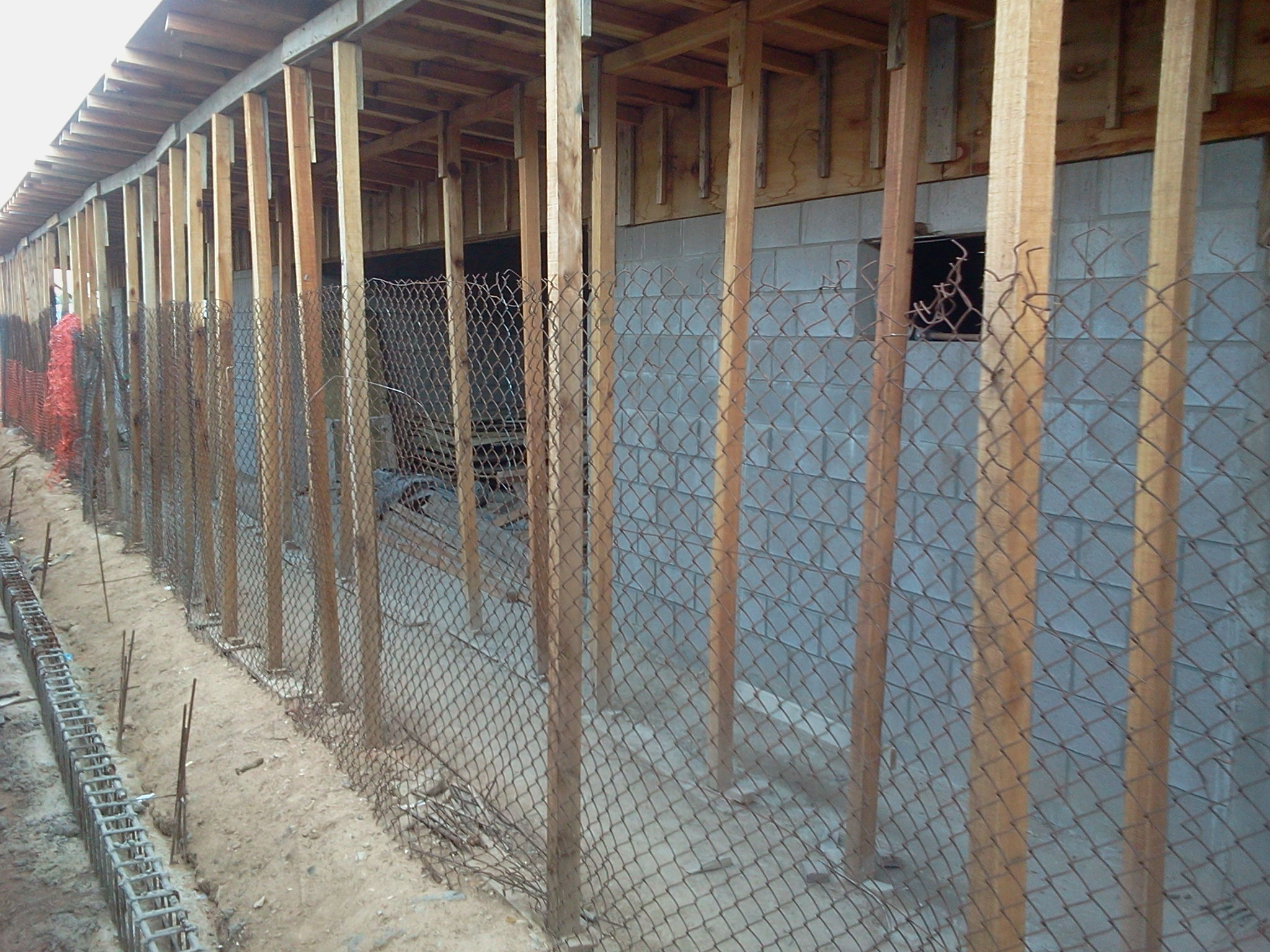
Construcción de la nueva estación.